# Epora subtilis
Epora subtilis är en insektsart som beskrevs av Walker 1857. Epora subtilis ingår i släktet Epora och familjen Tropiduchidae. Inga underarter finns listade i Catalogue of Life.